# موريل داي
موريل داي (بالإنجليزية: Muriel Day) هي مغنية أيرلندية، ولدت في 11 يناير 1942 في Newtownards ‏ في المملكة المتحدة.

## وصلات خارجية
- موريل داي على موقع IMDb (الإنجليزية)
- موريل داي على موقع ميوزك برينز (الإنجليزية)
- موريل داي على موقع أول ميوزيك (الإنجليزية)
- موريل داي على موقع ديسكوغز (الإنجليزية)
- موريل داي على موقع قاعدة بيانات الفيلم (الإنجليزية)